# Tuscaloosa (États-Unis)
Pour les articles homonymes, voir Tuscaloosa.
Tuscaloosa (en anglais [tʌskəˈluːsə]) est une ville de l'État de l'Alabama et le siège du comté de Tuscaloosa, aux États-Unis. Située sur les rives de la rivière Black Warrior, c’est la cinquième plus grande ville de l’État, avec 90 468 habitants dans la ville lors du recensement de 2010 et environ 120 000 dans l’agglomération (2005). En 2003, elle comptait 79 294 habitants.

## Histoire
Son nom provient du chef choctaw Tascalusa (« Guerrier noir » en langue chocktaw, que l’on retrouve dans le nom de la rivière qui arrose la ville, Black Warrior signifiant « guerrier noir » en anglais), vaincu par Hernando de Soto en 1540 lors de la bataille de Mauvila. La ville a été la capitale de l’Alabama de 1826 à 1846, avant d’être supplantée par Mobile.
Tuscaloosa est une importante ville sur les plans universitaire, commercial, de la santé et de l’éducation. C'est le siège (et le plus grand campus) de l'université de l'Alabama. Le campus de Tuscaloosa comptait en 2009 plus de 27 000 étudiants et 1 365 enseignants.
C’est à Tuscaloosa que le gouverneur ségrégationniste George Wallace, le 11 juin 1963, devant le Foster Auditorium (en) de l’université de l'Alabama, a tenté d’empêcher les étudiants noirs Vivian Malone et James Hood d’intégrer l’établissement.
Le 27 avril 2011, la ville est ravagée par une série de tornades qui tuent 36 personnes.

## Démographie
| 1840  | 1850  | 1860  | 1870  | 1880  | 1890  | 1900  | 1910  |
| ----- | ----- | ----- | ----- | ----- | ----- | ----- | ----- |
| 1 949 | 3 500 | 3 989 | 1 689 | 2 418 | 4 215 | 5 094 | 8 407 |

| 1920   | 1930   | 1940   | 1950   | 1960   | 1970   | 1980   | 1990   |
| ------ | ------ | ------ | ------ | ------ | ------ | ------ | ------ |
| 11 996 | 20 659 | 27 493 | 46 396 | 63 370 | 65 773 | 75 211 | 77 759 |

| 2000   | 2010   | - | - | - | - | - | - |
| ------ | ------ | - | - | - | - | - | - |
| 77 906 | 90 468 | - | - | - | - | - | - |

## Économie
La ville abrite une usine de fabrication de pneumatiques du groupe français Michelin ainsi qu'une unité de production de Mercedes-Benz et de Dodge.

## Presse
Le principal journal local est le Tuscaloosa News.

## Personnalités liées à la ville
- Dinah Washington (1924-1963), chanteuse de jazz y est née
- Otis Davis (1932-2024), athlète spécialiste du 400 m, double champion olympique
- Deontay Wilder (1985-), champion du monde de boxe poids lourds

## Galerie photographique

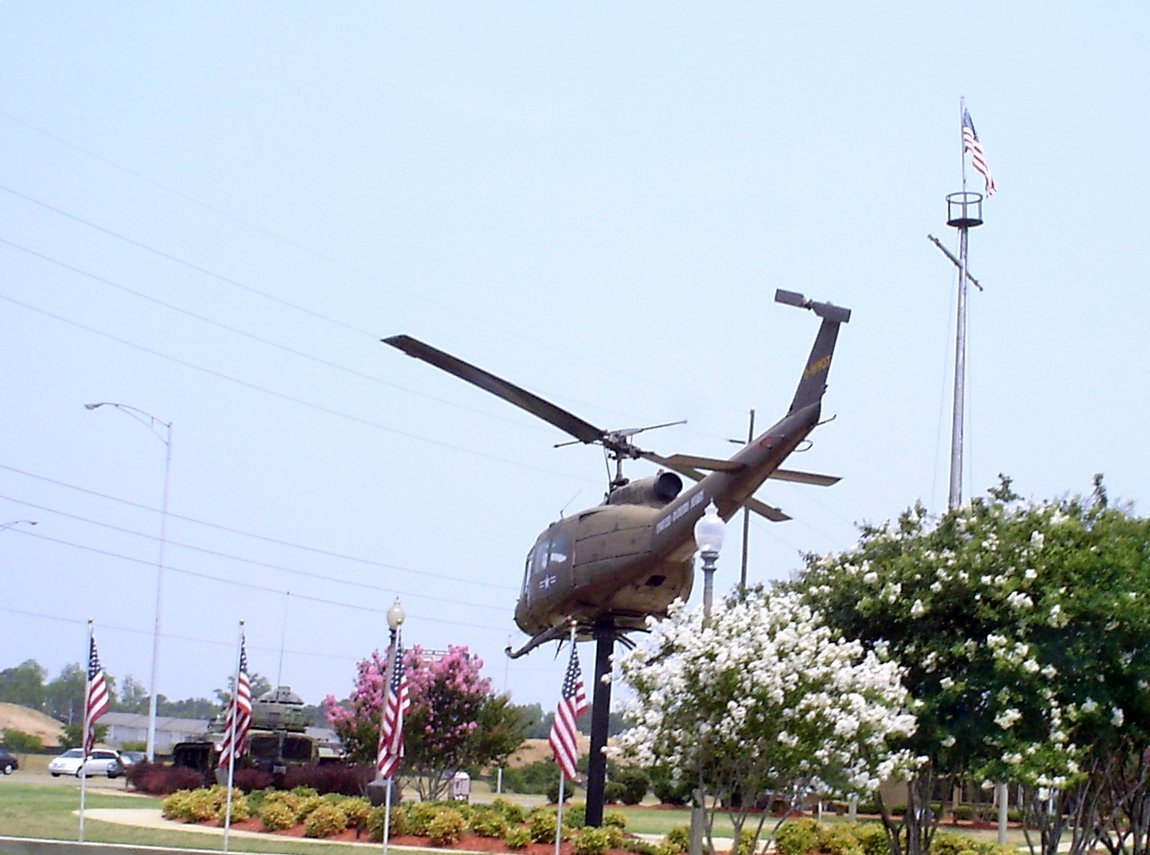
Monument, Tuscaloosa Park.
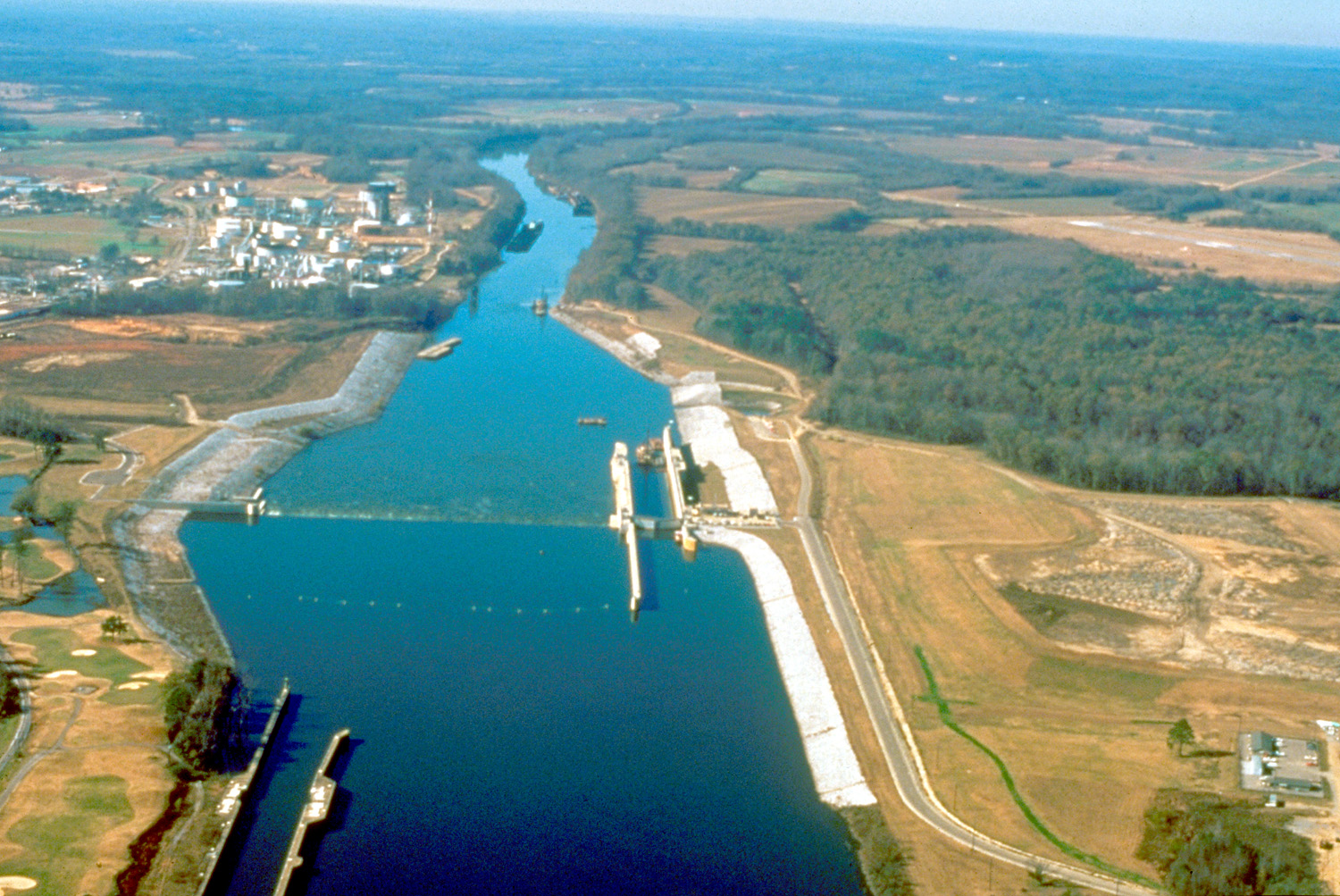
La rivière Black Warrior, près de Tuscaloosa.
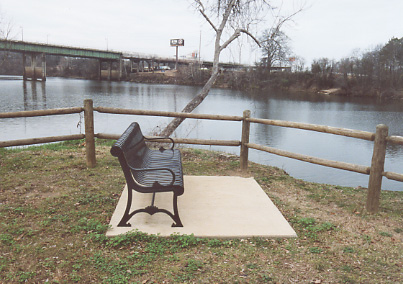
Les rives de la rivière Black Warrior, à Tuscaloosa.
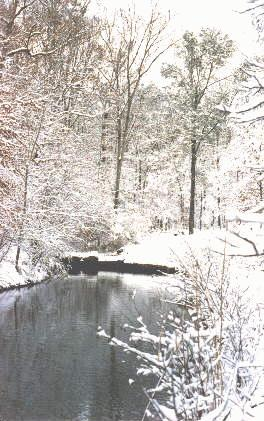
L’hiver dans les environs de la ville.

## Source
- (en) Cet article est partiellement ou en totalité issu de l’article de Wikipédia en anglais intitulé « Tuscaloosa, Alabama » (voir la liste des auteurs).